# فراجایسکو آلورتیس
فراجایسکو آلورتیس (یونانی: Φραγκίσκος "Φράνκι" Αλβέρτης؛ زادهٔ ۱۱ ژوئن ۱۹۷۴) بازیکن بسکتبال اهل یونان است.
از باشگاه‌هایی که در آن بازی کرده‌است می‌توان به باشگاه بسکتبال پاناتینایکوس اشاره کرد.
وی در مسابقات کشوری و بین‌المللی در مجموع برندهٔ ۲ مدال نقره شده‌است.